# محمود جنش
محمود عبد الرحيم الشهير بـ«جنش» حارس مرمى نادي فيوتشر المصري، وكان حارسًا لمرمى نادي الزمالك المصري والذي جاء له قادماً من نادي الأوليمبي وذلك موسم 2011/2010 والتحديد في فترة الانتقالات الشتوية، وأصبح الحارس البديل للحارس الدولي عبد الواحد السيد، ثم صار الحارس البديل للحارس الدولي أحمد الشناوي وكان أول ظهور رسمي له بقميص نادي الزمالك أمام نادي الإنتاج الحربي في آخر جولة من الدوري الممتاز موسم 2011/2010.

## الإنجازات
الزمالك
- كأس مصر:
  - البطل (6): 2013، 2014، 2015، 2016، 2018.2021
- الدوري المصري الممتاز:
  - البطل (2): 2014–15، 2020–21
- كأس السوبر المصري:
  - البطل (2): 2017.2019
- دوري أبطال أفريقيا:
  - الوصيف (1): 2016
- كأس السوبر المصري السعودي
  - البطل (1): 2018
- كأس السوبر الإفريقى :
- البطل (1) : 2020
- كأس الكونفيدرالية الأفريقية
  - البطل (1): 2019

## روابط خارجية
- محمود جنش على موقع ناشيونال فوتبول تيمز (الإنجليزية)
- محمود جنش على موقع Soccerway.com (الإنجليزية)